# Косколь (озеро, Федоровский район)
Косколь (каз. Қоскөл) — озеро в Фёдоровском районе Костанайской области Казахстана. Находится в 4 км к северо-востоку от села Малороссийка, ранее совхоз Украинский.
По данным топографической съёмки 1944 года, площадь поверхности озера составляет 1,03 км². Наибольшая длина озера — 1,2 км, наибольшая ширина — 1,1 км. Длина береговой линии составляет 3,9 км, развитие береговой линии — 1,06. Озеро расположено на высоте 207,6 м над уровнем моря (по другим данным — 208,6 метра).